# Eustache de Saint-Far
Jean Far Eustache de Saint-Far (parfois orthographié Saint-Phar, né à Paris en mars 1746 et mort à Mantes-sur-Seine le 18 août 1828) est un architecte et urbaniste français.

## Biographie
Formé à l’École royale des Ponts et chaussées dirigée par Perronet, Eustache de Saint-Far effectue quelques années de service au corps royal des ingénieurs avant de servir en 1782, sur proposition de Necker, en tant qu’« architecte » auprès des hôpitaux civils.

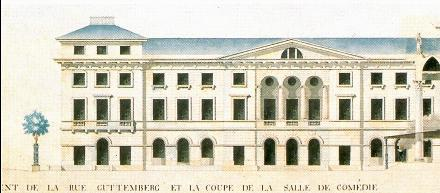
Dessin d'architecture de salle de comédie à Mayence

Il est le concepteur du nouveau plan urbain et monumental de Mayence, ville qui venait d'être lourdement endommagée par les bombardements du siège de Mayence (1793). Pour mener à bien son projet, il dut s'opposer à l'évêque Joseph Ludwig Colmar, car les nouvelles dispositions faisaient peu de cas des églises et envisageaient même la démolition de la cathédrale du vieux diocèse rhénan. Ses édifices étaient conçus dans le Style Empire. De tous les bâtiments projetés, un seul fut construit, au nord-ouest de la place Gutenberg. Cette maison, bâtie en 1810, se caractérise par un rez-de-chaussée de style rustique et comporte trois étages et demi, comme les immeubles de la rue de Rivoli à Paris.
Mayence, en tant que métropole des pays unifiés de la rive gauche du Rhin, devait rayonner par la modernisation de son tissu urbain. Elle devait assurer les fonctions d’un grand centre militaire, puis par la suite servir de résidence impériale et devenir une vitrine pour l’Empire. Eustache de Saint-Far, bâtisseur expérimenté, fut nommé directeur du département de la construction et ingénieur en chef. Un décret de Napoléon Ier en date du 13 octobre 1804 ordonne de tracer les nouvelles places et rues de la ville : une avenue pour les défilés, à baptiser « grand-Rue Napoléon » et menant à une place Gutenberg (à construire), et les trois boulevards vers le Rhin dits Grosse Bleiche. 
Article I : Il sera construit une nouvelle place dans la ville de Mayence, sur l'emplacement même des ruines, dans le quartier de la prévôté. Cette place aura de dix a douze mille mètres [carrés] de superficie.
Article IV : La place Neuve portera le nom de Guttenberg (sic), inventeur de l'imprimerie.
Dès 1807, Saint-Far ajoutait une troisième aile au château des Électeurs, aménagé en service de douane sur un étage. La fonction administrative du bâtiment put être assurée en ouvrant les fenêtres sur le parc et en formant une façade aveugle côté ville. Des pilastres de grès aux chapiteaux doriques supportaient une allée voûtée. 
Le vieux château-fort du Martinsburg fut entièrement rasé en 1807 et on fit un nouveau quai avec les pierres récupérées. Jusqu'à la construction des douanes et du port fluvial de Mayence, ce fut le seul quai de la ville.
En 1806, on entreprit la construction de l’Hospice Joséphine, en hommage à l’impératrice Joséphine de Beauharnais. C’est un des rares spécimen d’architecture néoclassique en territoire allemand" Vue géométrale de l' Hospice Josephine Elevé à Mayence en l' An 1806, par Ordre de Mr. Jean-Bon St. André, Préfet du Département du Mont-Tonnerre. Les anciennes facultés de médecine, rétablies comme École spéciale de médecine de Mayence, indépendantes de l'université, reformeront ultérieurement la Faculté de médecine de l'Université. Saint-Far dressa les plans d'un bâtiment destiné à remplacer la chapelle des augustines, qui ne sera pas finalement réalisé. Mayence fut en outre raccordée au réseau routier international français, par exemple via la route impériale et l'extension rue de Paris, aujourd'hui parallèle à la Bundesautobahn 63. Saint-Far assura aussi cette mission, cette fois en tant qu'ingénieur en chef des Ponts et chaussées. L'administration des Ponts et chaussées envisageait pour cela deux plans bien différents.
Le Cimetière principal de Mayence fut aménagé en 1803, afin que le service des sépultures ne dépende plus des instances religieuses, mais du pouvoir politique et de l'administration civile. L'architecte travaillait en collaboration étroite avec le préfet Jeanbon St. André et Franz Konrad Macké, le maire de Mayence.
François-Auguste Cheussey, qui prit part aux grands travaux de reconstruction de Mayence et édifia entre autres l'église Saint-Achatius de Zahlbach, le seul édifice religieux construit sous l'occupation française en Rhénanie, était l'un de ses collaborateurs. 
Saint-Far est également l'auteur d'un « Plan général du palais du conseil souverain d'Alsace à Colmar » (vers 1785).
Franc-maçon, il est membre de la loge de Paris des Neuf Sœurs du Grand Orient de France .